# Obama Wins!
Obama Wins! is de veertiende en laatste aflevering van het zestiende seizoen van de Amerikaanse televisieserie South Park. De aflevering behandelt twee hoofdthema's: de Amerikaanse presidentsverkiezingen en de aanschaf van de Star Wars-franchise door Walt Disney.

## Verhaal
De aflevering begint met Cartman die krijsend in meerdere stembureaus te zien is, waar hij beweert verdwaald te zijn. De dag na de verkiezingen laat hij Kyle trots zien dat hij bakken vol met stemformulieren uit swing states in zijn kamer heeft staan. Kyle is pissig en vertelt Cartman dat hij hem gaat verlinken. Cartman kijkt genoegzaam uit het raam terwijl Kyle boos wegloopt; het is duidelijk dat hij juist wilde dat Kyle hem zou verraden.
Ondertussen wordt Barack Obama gebeld door de Chinese regering, die hem vertelt dat zij hun werk gedaan hebben en het nu tijd is voor Obama om zijn belofte na te komen. Kyle heeft ondertussen de politie ingelicht die Cartmans kamer binnenstormt. Ze vinden hier echter helemaal niets. Kyle vraagt de andere jongens in South Park om te helpen met het zoeken naar de gestolen stembiljetten.
Cartman heeft een afspraak met Obama en generaal Tsao van China. De afspraak was dat China de verkiezingen zou beïnvloeden om er zo voor te zorgen dat Obama herkozen werd als president. In ruil daarvoor zou China de rechten krijgen van de Star Wars-franchise. Kyle en zijn vrienden komen erachter dat Cartman in het restaurant is en komen binnenstormen terwijl de generaal en Obama aan het bekvechten zijn over de verdwenen stembiljetten. Kyle begrijpt er helemaal niets van, waarop Morgan Freeman plotseling binnenkomt en uitlegt wat er gaande is.
Cartman eist dat hij in de volgende Star Wars-film een hoofdrol krijgt. Generaal Tsao zegt dat dat niet de afspraak was en weigert. Cartman gebruikt een rookbom en ontsnapt. De jongens gaat terug naar Cartmans huis en halen alles overhoop om de biljetten te vinden. Op dat moment komt Mickey Mouse in een van de Star Wars-ruimteschepen aan en landt voor Cartmans huis. Ook hij is op zoek naar de stembiljetten, omdat hij de Star Wars-rechten voor zichzelf wil houden.
De stembiljetten blijken verstopt te liggen op de parkeerplaats van een Hummer-dealer. De parkeerplaats is verlaten en niemand heeft er nog enige belangstelling voor een Hummer te kopen. Daarom heeft nog niemand de stapels met stembiljetten gezien.
Mickey Mouse heeft ondertussen Cartman gevangengenomen. Cartman zegt dat hij alleen de stembiljetten aan Mickey geeft als hij een rol in de nieuwe Star Wars-film krijgt. Mickey zegt dat het hem niets kan schelen en hij iedere rol in de film mag hebben die hij wil. Kyle en Stan zitten te mokken omdat ze de stembiljetten niet kunnen vinden. Zittend op de stoep hoort Kyle een reclamespotje voor Hummers op de televisie. Hij vraagt Stan wanneer hij voor het laatst een Hummer heeft gezien, waarop hij antwoordt: eeuwen geleden, 2010 of zo? Het begint Kyle te dagen dat de biljetten daar moeten liggen.
Kyle vindt inderdaad de biljetten bij de Hummer-dealer maar Cartman, de Chinezen en de politie komen ook opdagen. De Chinezen zeggen dat ze de biljetten willen hebben om de grootste filmserie aller tijden te beschermen. Kyle begrijpt er niets van, waarop Morgan Freeman wederom komt opdagen en uitlegt dat de Chinezen alleen de rechten voor Star Wars willen hebben om te voorkomen dat Disney met de serie aan de haal gaat. Ze hebben nu twee opties: de biljetten openbaar maken en het democratisch proces in ere herstellen of de biljetten aan de Chinezen geven waarmee zij de Star Wars-rechten krijgen en de franchise beschermen. Stan besluit hierop een lucifer af te strijken en de stembiljetten in brand te steken. Uiteindelijk vinden de jongens Star Wars belangrijker dan eerlijke verkiezingen.